# Olympische Sommerspiele 2004/Teilnehmer (Kolumbien)
| Gelbes Symbol für Goldmedaillen mit stilisierten Olympischen Ringen | Graues Symbol für Silbermedaillen mit stilisierten Olympischen Ringen | Braundes Symbol für Bronzemedaillen mit stilisierten Olympischen Ringen |
| ------------------------------------------------------------------- | --------------------------------------------------------------------- | ----------------------------------------------------------------------- |
| —                                                                   | —                                                                     | 2                                                                       |

Kolumbien nahm an den Olympischen Sommerspielen 2004 in Athen, Griechenland, mit einer Delegation von 53 Sportlern (32 Männer und 21 Frauen) teil.

## Medaillengewinner
Mit zwei gewonnenen Bronzemedaillen belegte das Team Platz 68 im Medaillenspiegel.

### Bronze
| Name                       | Sportart     | Wettkampf                       |
| -------------------------- | ------------ | ------------------------------- |
| Mabel Mosquera             | Gewichtheben | Frauen, Klasse bis 53 Kilogramm |
| María Luisa Calle Williams | Radsport     | Frauen, Punktefahren            |

## Teilnehmer nach Sportarten

### Boxen
- Carlos José Tamara
Halbfliegengewicht: 9. Platz
- Oscar Escandón
Fliegengewicht: 9. Platz
- Likar Ramos
Federgewicht: 17. Platz
- José David Mosquera
Leichtgewicht: 17. Platz
- Juan Camilo Novoa
Weltergewicht: 5. Platz

### Fechten
- Ángela María Espinosa
Frauen, Degen, Einzel: 29. Platz

### Gewichtheben
- Óscar Figueroa
Bantamgewicht: 5. Platz
- Nelson Castro
Bantamgewicht: 9. Platz
- Diego Fernando Salazar Quintero
Federgewicht: DNF
- Carlos Andica
Mittelgewicht: 18. Platz
- Héctor Ballesteros
Mittelschwergewicht: 9. Platz
- Mabel Mosquera
Frauen, Klasse bis 53 Kilogramm: Bronze
- Ubaldina Valoyes
Frauen, Klasse bis 69 Kilogramm: 8. Platz
- Tulia Ángela Medina
Frauen, Klasse bis 75 Kilogramm: 8. Platz
- Carmenza Delgado
Frauen, Klasse über 75 Kilogramm: 9. Platz

### Judo
- Mario Antonio Valles
Halbmittelgewicht: Erste Runde
- Sergio Andrés Camacho
Schwergewicht: Zweite Runde
- Lisseth Orozco
Frauen, Superleichtgewicht: Erste Runde

### Leichtathletik
- José Alirio Carrasco
Marathon: 43. Platz
- Juan Carlos Cardona
Marathon: 51. Platz
- Paulo Villar
110 Meter Hürden: Viertelfinale
- Luis Fernando López
20 Kilometer Gehen: 24. Platz
- Melissa Murillo
Frauen, 100 Meter: Vorläufe
Frauen, 4 × 100 Meter: Vorläufe
- Digna Luz Murillo
Frauen, 200 Meter: Viertelfinale
Frauen, 4 × 100 Meter: Vorläufe
- Felipa Palacios
Frauen, 4 × 100 Meter: Vorläufe
- Norma González
Frauen, 4 × 100 Meter: Vorläufe
- Sandra Zapata
Frauen, 20 Kilometer Gehen: 46. Platz
- Caterine Ibargüen
Frauen, Hochsprung: 30. Platz in der Qualifikation
- Zuleima Araméndiz
Frauen, Speerwurf: 17. Platz in der Qualifikation

### Radsport
- Santiago Botero
Straßenrennen, Einzel: 31. Platz
Einzelzeitfahren: 8. Platz
- Luis Laverde
Straßenrennen, Einzel: 36. Platz
- Víctor Hugo Peña
Straßenrennen, Einzel: DNF
Einzelzeitfahren: 15. Platz
- Marlon Pérez
Straßenrennen, Einzel: DNF
- Wilson Meneses
1000 Meter Zeitfahren: 13. Platz
- Leonardo Duque
Madison: 16. Platz
- José Rodolfo Serpa
Madison: 16. Platz
- María Luisa Calle Williams
Frauen, 3000 Meter Einzelverfolgung: 9. Platz
Frauen, Punktefahren: Bronze

### Reiten
- Cesar Alberto Parra
Dressur, Einzel: 46. Platz

### Ringen
- Luis Fernando Izquieredo
Weltergewicht, griechisch-römisch: 10. Platz

### Schießen
- Danilo Caro
Trap: 33. Platz
- Diego Duarte
Skeet: 15. Platz
- Amanda Mondol
Frauen, Luftpistole: 35. Platz
- Amanda Mondol
Frauen, Sportpistole: 13. Platz

### Schwimmen
- Camilo Becerra
50 Meter Freistil: 36. Platz
100 Meter Freistil: 53. Platz
100 Meter Schmetterling: 35. Platz
- Omar Pinzón
200 Meter Rücken: 35. Platz
- Paola Duguet
Frauen, 400 Meter Freistil: 29. Platz
Frauen, 800 Meter Freistil: 27. Platz

### Taekwondo
- Julián Rojas
Klasse über 80 Kilogramm: 7. Platz
- Gladys Mora
Frauen, Klasse bis 49 Kilogramm: 4. Platz
- Paola Andrea Delgado
Frauen, Klasse bis 57 Kilogramm: 11. Platz

### Tennis
- Fabiola Zuluaga
Frauen, Einzel: 9. Platz
Frauen, Doppel: 9. Platz
- Catalina Castaño
Frauen, Einzel: 33. Platz
Frauen, Doppel: 9. Platz

### Triathlon
- Fiorella D'Croz
Frauen, Olympische Distanz: 42. Platz

### Turnen
- Jorge Hugo Giraldo
Einzelmehrkampf: 32. Platz
Barren: 43. Platz in der Qualifikation
Boden: 55. Platz in der Qualifikation
Pferdsprung: 41. Platz in der Qualifikation
Reck: 49. Platz in der Qualifikation
Ringe: 56. Platz in der Qualifikation
Seitpferd: 77. Platz in der Qualifikation

### Wasserspringen
- Juan Urán
Kunstspringen: 31. Platz
Turmspringen: 12. Platz